# Love Songs (The Beatles)
Love Songs è una raccolta di canzoni d'amore del gruppo musicale britannico The Beatles, pubblicata nel 1977.

## Tracce
Tutte le canzoni sono di John Lennon e Paul McCartney, escluso dove indicato.
Disco 1 Lato A
1. Yesterday
2. I'll Follow the Sun
3. I Need You (George Harrison)
4. Girl
5. In My Life
6. Words of Love (Buddy Holly)
7. Here, There and Everywhere

Disco 1 Lato B
1. Something (George Harrison)
2. And I Love Her
3. If I Fell
4. I'll Be Back
5. Tell Me What You See
6. Yes It Is

Disco 2 Lato A
1. Michelle
2. It's Only Love
3. You're Going to Lose That Girl
4. Every Little Thing
5. For No One
6. She's Leaving Home

Disco 2 Lato B
1. The Long and Winding Road
2. This Boy
3. Norwegian Wood (This Bird Has Flown)
4. You've Got to Hide Your Love Away
5. I Will
6. P.S. I Love You

## Singolo
Nel 1977 la Capitol realizzò un singolo per pubblicizzare l'album contenente le canzoni Girl e You're Going to Lose That Girl ma la sua produzione cessò a fine ottobre dello stesso anno.

## Formazione
- George Harrison — chitarre elettriche ed acustiche, voce
- John Lennon — voce, chitarra ritmica ed acustica
- Paul McCartney — voce, basso, pianoforte, chitarra acustica
- Ringo Starr — batteria, percussioni